# DrayTek
 (avril 2010).
Si vous disposez d'ouvrages ou d'articles de référence ou si vous connaissez des sites web de qualité traitant du thème abordé ici, merci de compléter l'article en donnant les références utiles à sa vérifiabilité et en les liant à la section « Notes et références ».
DrayTek est un constructeur de solutions réseau et télécommunication matériel d'interconnexion et sécurité, créé à Taiwan en 1997 par un groupe d'ingénieurs réseaux, et est implantée dans 83 pays. Elle commercialise des équipements réseau, notamment OEM, ainsi que des logiciels dans le même domaine, sous la marque « Vigor » pour les entreprises ; notamment des pare-feu, des passerelles VPN/VoIP, de modems, des routeurs et des commutateurs. Ils peuvent être personnalisés selon la commande de l'entreprise.